# Barsine-Estatira

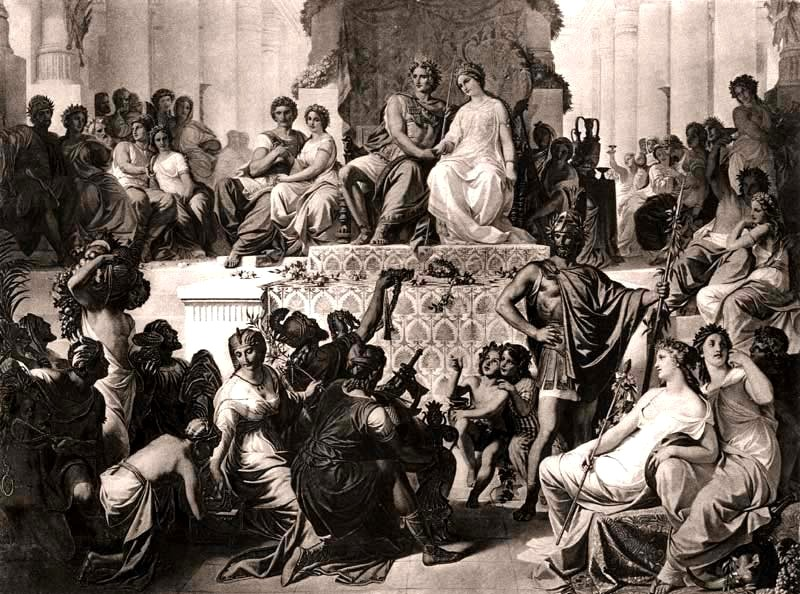
Grabado que muestra la boda de Alejandro y Estatira.

Estatira, llamada Barsine por Arriano (? - 323 a. C.) fue una de las hijas del gran rey persa Darío III Codomano y de su esposa, también llamada Estatira, y una de las esposas de Alejandro Magno.

## Caída del rey Darío
En el año 334 a. C. comenzó la conquista de Persia por parte de Alejandro Magno, rey de Macedonia. Tres años más tarde, Persia sufrió la humillante derrota de la batalla de Gaugamela, tras la cual Darío III huyó a las montañas con algunos seguidores para reorganizarse.
En ese momento la corte real se encontraba instalada en la ciudad de Babilonia, incluida la princesa Estatira. Ésta, como dictaban los usos persas de la época, pasaba todo su tiempo en el harén con las demás mujeres.
Alejandro respetó la integridad de la familia real, a pesar de tenerla sometida a su merced. Rechazó siquiera encontrarse en persona con Estatira a pesar de que algunos de sus amigos le sugirieron que un matrimonio oportuno con ella le abriría las puertas a un dominio estable del imperio conquistado. Pronto partió a nuevas conquistas y el asunto fue olvidado.

## Estatira según las fuentes
A Estatira no se la mencionó por su nombre en ninguna de las fuentes que escribieron sobre la visita de Alejandro al harén después de la batalla de Issos, aunque su presencia (y la de su hermana Dripetis) está probada —especialmente en la descripción de su dolor cuando supieron que Darío había sido asesinado—, y en particular porque temían por sus propias vidas.
De todas formas, se decía que Alejandro había tratado a las hijas de Darío “con tanto respeto como si fueran sus propias hermanas”. También prometió asegurar que las dos princesas contrajeran matrimonio con hombres de equiparable rango. Aun así, no había duda de que estas mujeres de la corte eran prisioneras de Alejandro. En las cartas que se enviaron Darío y Alejandro antes de la batalla de Gaugamela, Darío le ofreció a una de sus hijas en matrimonio (no sabemos cuál); y Alejandro respondió que todo cuanto Darío ofrecía ya era suyo.
Cuando la madre de Barsine murió, la princesa estuvo a su lado. Cuando el ejército se fue de Susa, a finales del 331 a. C., dejó aquí a la familia real. Según Curcio, Alejandro cometió un grave error por esta época —recibió varios artículos procedentes de Macedonia y se los envió a Sisigambis—, pensando que le gustaría hacerse ropa y enseñar a tejer a sus nietas. Esto fue un terrible insulto para las mujeres persas, pues esta actividad estaba relacionada con la esclavitud, aunque Alejandro acabó con el malentendido diciendo que ello formaba parte de las costumbres de su tierra.

## Matrimoniocon Alejandro Magno
Las fuentes dejan de hablar de Estatira en este punto, hasta que el rey regresó de la India. Alejandro regresó de sus conquistas en la India, habiendo alcanzado ya su imperio la máxima extensión que habría de tener nunca, debido al cansancio de sus tropas que se negaron a seguir avanzando. Alejandro había contraído matrimonio con una princesa sogdiana llamada Roxana de la que se encaprichó durante una fiesta. Roxana no tenía el título de esposa real (principal), y muchos opinaban que Alejandro merecía una reina de más alta estirpe.
Fue entonces cuando tomó la decisión de casarse con Barsine-Estatira. Lo hizo con gran pompa, en la boda más espectacular que se hubiera visto. Eligió a cien esposas de las familias nobles persas y las casó con los generales y oficiales de alto rango de su ejército, los "compañeros" (o hetairoi) en una gran boda común que simbolizó la unión entre las razas macedónica y persa. Hefestión lo hizo con la hermana de Estatira, Dripetis.
No sabemos lo que las princesas pensaban acerca de estos matrimonios, pero Estatira no podía haber apostado por un marido más poderoso o rico. Como parece, Alejandro se habría casado con ella por motivos puramente políticos, al contrario de su matrimonio con Roxana, que fue por amor. Esto puede ser cierto, teniendo en cuenta la procedencia humilde de la misma; pero la importancia de tener un aliado de la talla de Oxiartes (padre de Roxana) sugiere una fuerte razón política en esa unión.
No obstante, Estatira fue pronto relegada a un segundo plano de la vida del rey Alejandro, debido a varias razones: la intensa actividad política y militar que absorbía su tiempo.

## Muerte de Estatira
En el 323 a. C. muere Alejandro Magno en Babilonia, a los 32 años, sin heredero y dejando un imperio que dependía de su magnetismo personal para conservarse de una pieza.
Fuera su matrimonio por amor o no, Estatira no lo disfrutó por mucho tiempo. Después de la muerte de Alejandro, Roxana la invitó a ella y a su hermana a su residencia, y asesinó a ambas, con la ayuda del general Pérdicas.
Hay fuertes indicios que señalan que el motivo para que se ordenara la muerte de Estatira sería que ella también estaba embarazada de Alejandro, lo que representaba un grave peligro para Roxana, pues ese hijo, de ser varón, tendría mayor rango que el suyo y por tanto, lo desplazaría de la sucesión. De esta manera, Roxana se aseguraba de que su hijo fuera el único e indiscutible heredero del Imperio.